# Stigmoplusia
Stigmoplusia es un género de lepidópteros perteneciente a la familia Noctuidae. Se encuentra en África.

## Especies
- Stigmoplusia acalypta Dufay, 1972
- Stigmoplusia allocota Dufay, 1972
- Stigmoplusia antsalova Dufay, 1968
- Stigmoplusia chalcoides Dufay, 1968
- Stigmoplusia epistilba Dufay, 1972
- Stigmoplusia megista Dufay, 1975
- Stigmoplusia paraplesia Dufay, 1972